# The Messengers (telessérie)
The Messengers é uma série de televisão estadunidense transmitida pela The CW, lançada dia 17 de abril de 2015. Criada por Eoghan O'Donnell. Logos após a exibição do 3º episódio nos EUA, a The CW informou de forma oficial o cancelamento da série. O motivo seria os baixos índices de audiência alcançados, já que o canal investiu pesado na produção de "The Messengers". O último episódio foi ao ar no dia 24 de julho de 2015.
Mesmo com baixo índice de audiência nos EUA, a série foi exibida em Portugal pelo TVSéries do dia 28 de abril de 2015 até 8 de setembro de 2015.

## A série
The Messengers gira em torno de um misterioso objeto que cai na Terra e um grupo de estranhos aparentemente desconectados morrem devido a um grande pulso de energia lançado por esse objeto. No entanto, depois eles despertam e descobrem que foram considerados os responsáveis por impedir o apocalipse iminente.

## Elenco

### Principal
- Diogo Morgado como The Man[4] (Demônio)
- Shantel VanSanten como Vera Buckley[4]
- Joel Courtney como Peter Moore[4]
- Jon Fletcher como Joshua Silburn, Jr.[4]
- Sofia Black-D'Elia como Erin Calder[4]
- Madison Dellamea como Amy Calder[4]
- JD Pardo como Raul Garcia[4]
- Anna Diop como Rose Arvale[4]
- Craig Frank como Alan Harris [5]

### Recorrentes
- Jessika Van como Koa Lin[6]
- Sam Littlefield como Leland Schiller[6]
- Jamie Bamber como Vincent Plowman[7]
- Riley Smith como Mark Plowman[7]
- Winston Duke como Zahir Zakaria[8]
- Lauren Bowles como Senator Cindy[9]

## Episódios
| No. | Título                       | Dirigido por        | Escrito por                          | Data de exibição    |
| --- | ---------------------------- | ------------------- | ------------------------------------ | ------------------- |
| 1   | "Awakening (Pilot)"          | Stephen Williams    | Eoghan O'Donnell                     | 17 de abril de 2015 |
| 2   | "Strange Magic"              | Duane Clark         | Trey Callaway e Eoghan O'Donnell     | 24 de abril de 2015 |
| 3   | "Path to Paradise"           | Cherie Nowlan       | Oanh Ly                              | 1 de maio de 2015   |
| 4   | "Drums of War"               | Guy Bee             | Carl Binder                          | 8 de maio de 2015   |
| 5   | "Eye in the Sky"             | Eriq La Salle       | Matt Pitts e Eoghan O'Donnell        | 15 de maio de 2015  |
| 6   | "Metamorphosis"              | Jeffrey G. Hunt     | Dre Alvarez e Eoghan O'Donnell       | 22 de maio de 2015  |
| 7   | "Deus Ex Machina"            | James L. Conway     | Clark Perry e Eoghan O'Donnell       | 29 de maio de 2015  |
| 8   | "A House Divided"            | Paul A. Kaufman     | Harrison Weinfeld e Eoghan O'Donnell | 5 de junho de 2015  |
| 9   | "Death Becomes Her"          | Larry Shaw          | Oanh Ly                              | 12 de junho de 2015 |
| 10  | "Why We Fight"               | Tim Hunter          | Joe Peracchio                        | 19 de junho de 2015 |
| 11  | "Harvest"                    | Oz Scott            | Carl Binder                          | 10 de julho de 2015 |
| 12  | "Spark of Hope"              | Frederick E.O. Toye | Eoghan O'Donnell                     | 17 de julho de 2015 |
| 13  | "Houston, We Have a Problem" | Duane Clark         | Trey Callaway                        | 24 de julho de 2015 |